# Into the Northland
Into the Northland è un cortometraggio muto del 1916 diretto da William Robert Daly. Sceneggiato da D.W. Higgins e prodotto dalla Selig, il film aveva come interpreti Fritzi Brunette, Leo Pierson, Lillian Hayward, Harry Lonsdale, James Bradbury Sr.

## Produzione
Il film fu prodotto dalla Selig Polyscope Company.

## Distribuzione
Distribuito dalla General Film Company, il film - un cortometraggio in tre bobine - uscì nelle sale cinematografiche statunitensi il 18 settembre 1916.